# واين دومون
واين دومون (بالإنجليزية: Wayne Dumont)‏ هو سياسي أمريكي، ولد في 25 يونيو 1914، وتوفي في 19 مارس 1992. حزبياً، نشط في الحزب الجمهوري. وقد انتخب عضو مجلس ولاية نيوجيرسي.